# Katy (Teksas)
Katy – miasto w Stanach Zjednoczonych, w stanie Teksas. Przez centrum miasta przebiegają granice trzech hrabstw, Harris, Fort Bend i Waller. Jest częścią obszaru metropolitalnego Houston.

## Znani
- Renée Zellweger - aktorka
- Kimberly Caldwell - wokalistka
- Sanaz Marand - tenisistka
- Renée O’Connor - aktorka
- Yao Ming - koszykarz (mieszkaniec)

## Ciekawe miejsca
- Park miniatur – Forbidden Gardens[1]